# Pescarolo 01
La Pescarolo 01 è una vettura sport prototipo costruita in 11 esemplari dall'azienda francese Pescarolo Sport dal 2007 al 2015.
La vettura è stata progettata per soddisfare i regolamenti LMP1 e LMP2 e per essere impiegata nella Le Mans Series e per la 24 Ore di Le Mans. L'auto, che sostituisce la Pescarolo 60, ha fatto il suo debutto alla 1000 km di Monza 2007, ottenendo un quarto posto. Come migliore piazzamento alla 24 ore di Le Mans, ha ottenuto un terzo e quarto posto nel 2007.

## LMP1
Le vetture iscritte in classe LMP1 erano schierate dalle scuderie Pescarolo Sport, Rollcentre Racing e Saulnier Racing.
La vettura, con un peso in ordine di marcia di circa 900 kg, era costituita da un telaio monoscocca in fibra di carbonio vestito da una scocca in Kevlar, con il motore che era montato in posizione centrale.
Le sospensioni erano a doppio trapezio erano di tipo push-rod, l'impianto frenante costituito da pinze AP Racing e dischi e pasticche in carbonio prodotti da messier-bugatti, trazione posteriore e cambio sequenziale a 6 rapporti X-Trac permettevano di scaricare a terra i 650cv sviluppati dal motore.
Il motore scelto per questa categoria era il Judd GV, un V10 da 5496 cm³ di cilindrata con 72° di angolo tra le bancate e con un peso pari a 140 kg; dotato distribuzione DOHC e 4 valvole per cilindro capace di fornire potenze oltre gli 800cv aveva il limite massimo di rotazione posto a 9000rpm.

## LMP2
Le vetture iscritte in classe LMP1 erano schierate dalle scuderie Kruse Motorsport, OAK Racing e Saulnier Racing. 
Tecnicamente identiche alle sorelle iscritte in classe LMP1, le vetture LMP2 erano equipaggiate con il Judd DB, un V8 da 3395 cm³ con angolo tra le bancate di 90° e un peso di 116 kg; dotato distribuzione DOHC e 4 valvole per cilindro capace di fornire potenze oltre i 600 CV, ma limitati a 480 CV per l'utilizzo in gara, aveva il limite massimo di rotazione posto a 10250 rpm.
Gli asservimenti del propulsore erano le due pompe del circuito di raffreddamento e le due pompe del circuito di lubrificazione, mentre la frizione a 3 dischi in carbonio era di diametro 5".
La pressione di alimentazione del circuito del carburante raggiungeva i 5 bar.

## Pescarolo 01 EVO

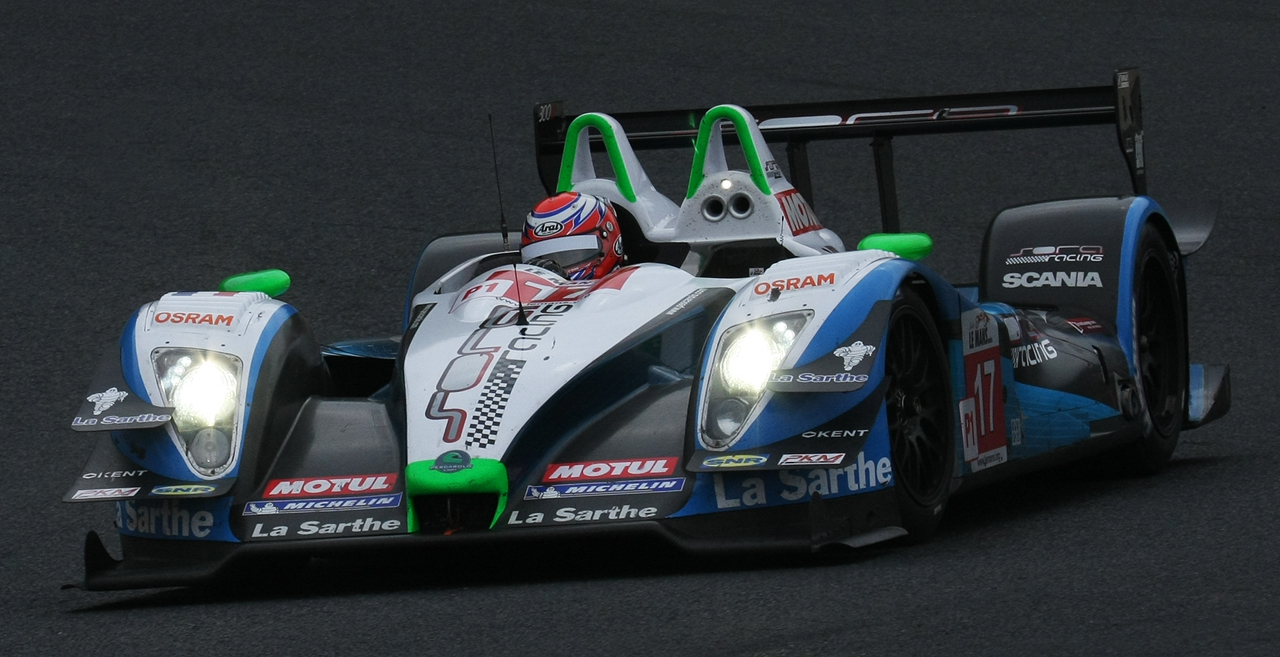
Pescarolo 01 EVO

A partire dal 2009 le nuove regole imposte dall'organizzazione in merito all'aerodinamica delle vetture costrinsero Pescarolo a ridisegnare la vettura.
Grazie all'accordo siglato con OAK Racing vennero eseguiti numerosi interventi sulle vetture, in particolare per quanto riguardava i profili degli alettoni, ridisegnati per ridurre la perdita di carico dovuta alla riduzione della dimensione degli stessi prevista dal nuovo regolamento; vennero anche rivisti i condotti di raffreddamento dell'impianto frenante e, per la versione LMP1 vennero anche previsti degli appositi deflettori volti a massimizzare il flusso d'aria verso i dischi anteriori.
Dal 2011, poi, venne introdotto un nuovo pacchetto aerodinamico, specifico per la gara di Le Mans, improntato sulla riduzione della resistenza all'avanzamento con conseguente innalzamento della velocità di punta e risparmio di carburante.
Le vetture LMP2, inoltre, dalla stagione 2009 passarono al motore AER Mazda MZR-R; questo motore, 4 cilindri in linea sovralimentato con una turbina Garrett TR30R di cilindrata 1998 cc, aveva un peso di circa 74 kg ed era dotato di distribuzione DOHC e 4 valvole per cilindro; la pressione di sovralimentazione era di 2,5bar per una potenza totale nell'ordine dei 500cv.
La vettura, utilizzata fino al 2012, venne portata in gara dalle scuderie Pescarolo Sport, OAK Racing e SORA Racing.